# Hard Boiled (film, 1925)
Pour les articles homonymes, voir Hard Boiled.
Hard Boiled est un film muet américain réalisé par Leo McCarey et sorti en 1925.

## Synopsis
Inconnu.

## Fiche technique
- Titre : Hard Boiled
- Réalisation : Leo McCarey
- Production : Hal Roach
- Genre : Comédie
- Dates de sortie : 
  -  États-Unis : 15 mars 1925

## Distribution
- Charley Chase : Charley
- James Finlayson
- Katherine Grant
- Florence Lee
- Noah Young